# Palazzo Vincentini
Palazzo Vincentini, a volte erroneamente detto Vicentini ed indicato anche come Palazzo della Prefettura o Palazzo del Governo, è un edificio storico della città di Rieti, attualmente sede della prefettura. È situato in piazza Cesare Battisti, dove sorge anche la Cattedrale di Santa Maria Assunta, ed a pochi metri da piazza Vittorio Emanuele II, dove si trova il Palazzo Comunale.

## Storia
Precedentemente noto come Casa Poiana perché di proprietà dei Poiani, signori di Piediluco, nel 1589 il palazzo fu acquistato da Marco Antonio Vincentini. I lavori di sistemazione iniziarono lo stesso anno e si conclusero dopo il 1624. I lavori comprendevano la sostituzione del piccolo orto che si trovava accanto al palazzo con un giardino pensile, sopraelevato e sorretto da robuste volte in laterizio, ed esteso fino a lambire la piazza della Cattedrale.
Secondo la tradizione ottocentesca l'architetto incaricato della costruzione fu Jacopo Barozzi da Vignola. Questa attribuzione tuttavia è stata messa in discussione: secondo lo storico Angelo Sacchetti Sassetti il progetto è da attribuire piuttosto a Giovan Domenico Bianchi da Milano di scuola vignolesca. Fino al XX secolo il giardino rimase proprietà privata della famiglia Vincentini, separato e nascosto dalla piazza da un alto muro di recinzione. La vegetazione del giardino seguiva uno stile naturalistico, improntato ad un verde libero e selvatico.
Nel 1927 il palazzo fu venduto dalla famiglia Vincentini alla neonata provincia di Rieti, in cerca di una degna sede, e il giardino fu finalmente aperto al pubblico. Nel 1929 il muro di cinta fu abbattuto e sostituito da una cancellata realizzata dall'artigiano reatino Catini, su disegno dell'ingegnere Mazzoni, mentre il verde fu risistemato come giardino all'italiana. Nel dopoguerra la provincia, pur rimanendone proprietaria, cedette i locali alla prefettura e traslocò a Palazzo d'Oltre Velino.

## Descrizione

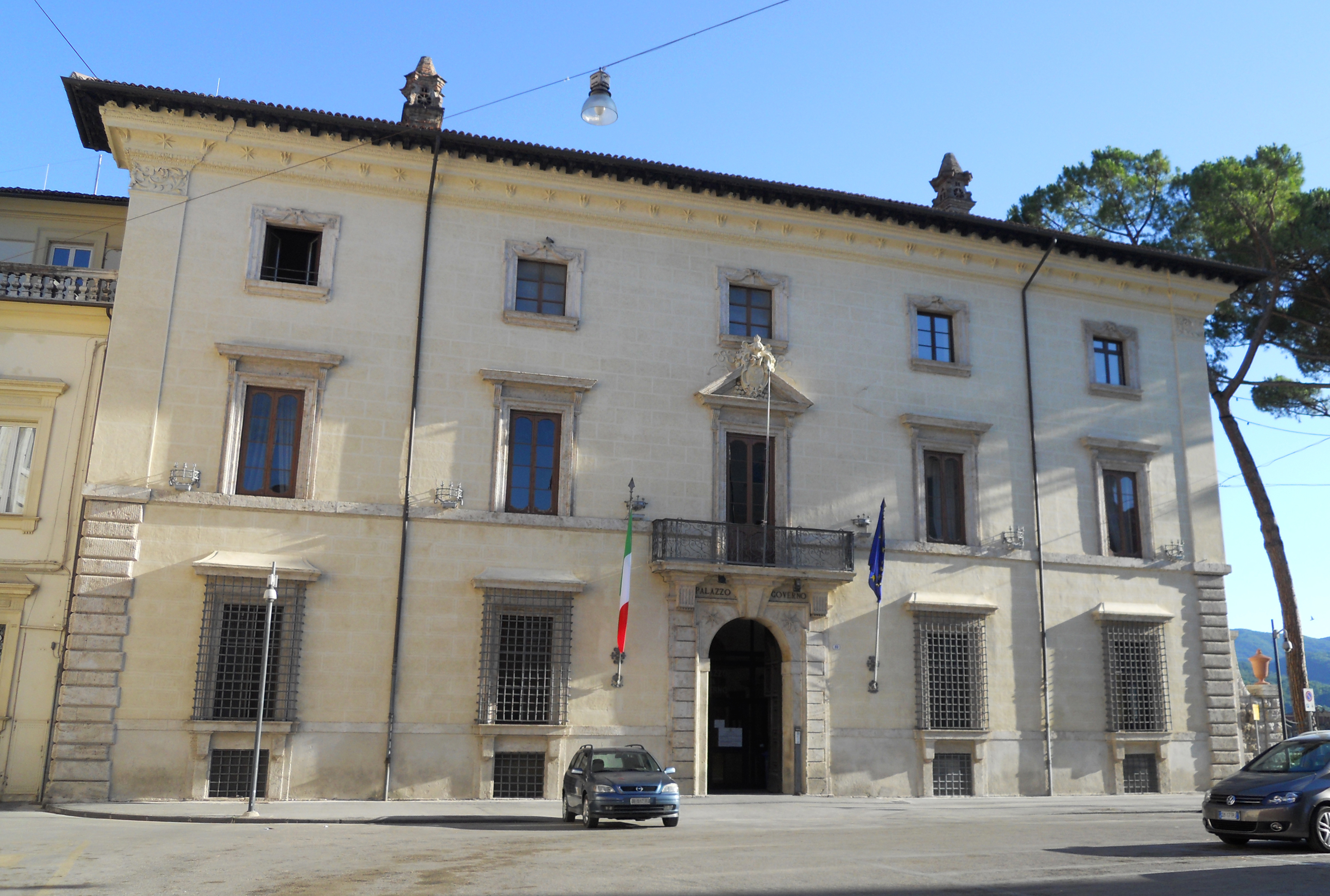
La facciata

L'edificio si compone di tre piani e sorge su Piazza Cesare Battisti. La facciata rinascimentale presenta un portale decorato da un bugnato ai cui lati si trovano quattro finestre con inferriate (due per lato). Il primo piano ha, come anche il secondo, cinque finestre munite di una cornice e quella centrale si apre su un piccolo balcone ed è sovrastata da un timpano spezzato nel cui vertice è posto lo stemma della famiglia.

### Interni

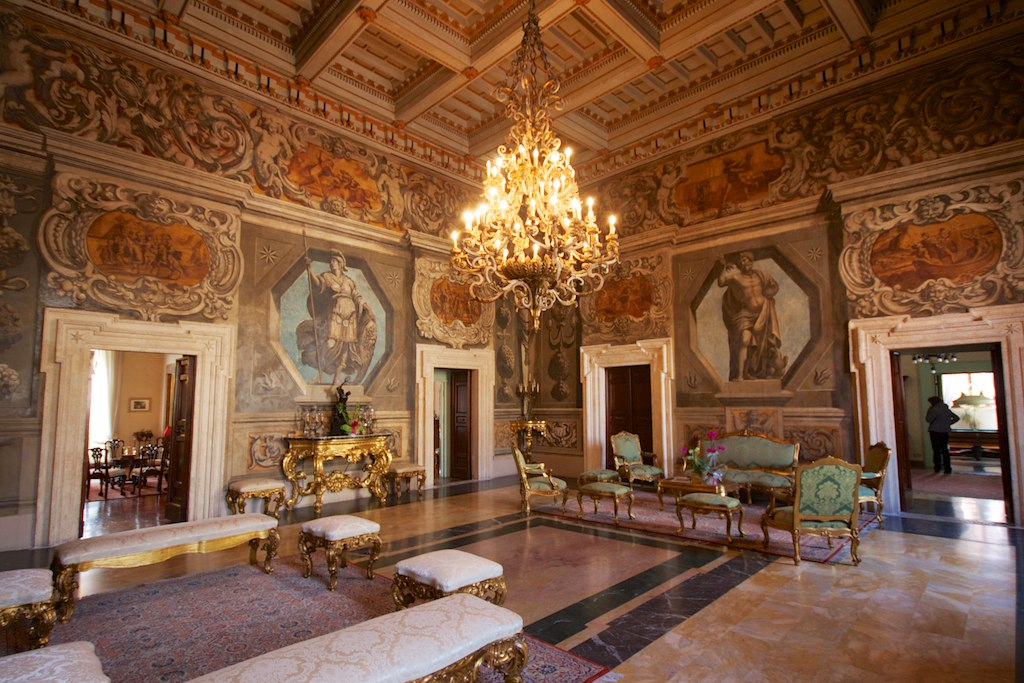
Interno di Palazzo Vincentini

All'interno il piano terra, che ospita gli uffici della prefettura, è decorato con pitture del 1932 che raffigurano Marco Terenzio Varrone e Vespasiano. Al primo piano si trovano le stanze dove alloggia il Prefetto, ed è di particolare rilevanza il camino in marmi policromi risalente al Cinquecento, che riporta con una scritta in oro il nome di uno dei proprietari della famiglia Vincentini. Anche il secondo piano, che non presenta elementi di particolare rilevanza, oggi ospita uffici della Prefettura.

### Loggia e giardini "del Vignola"

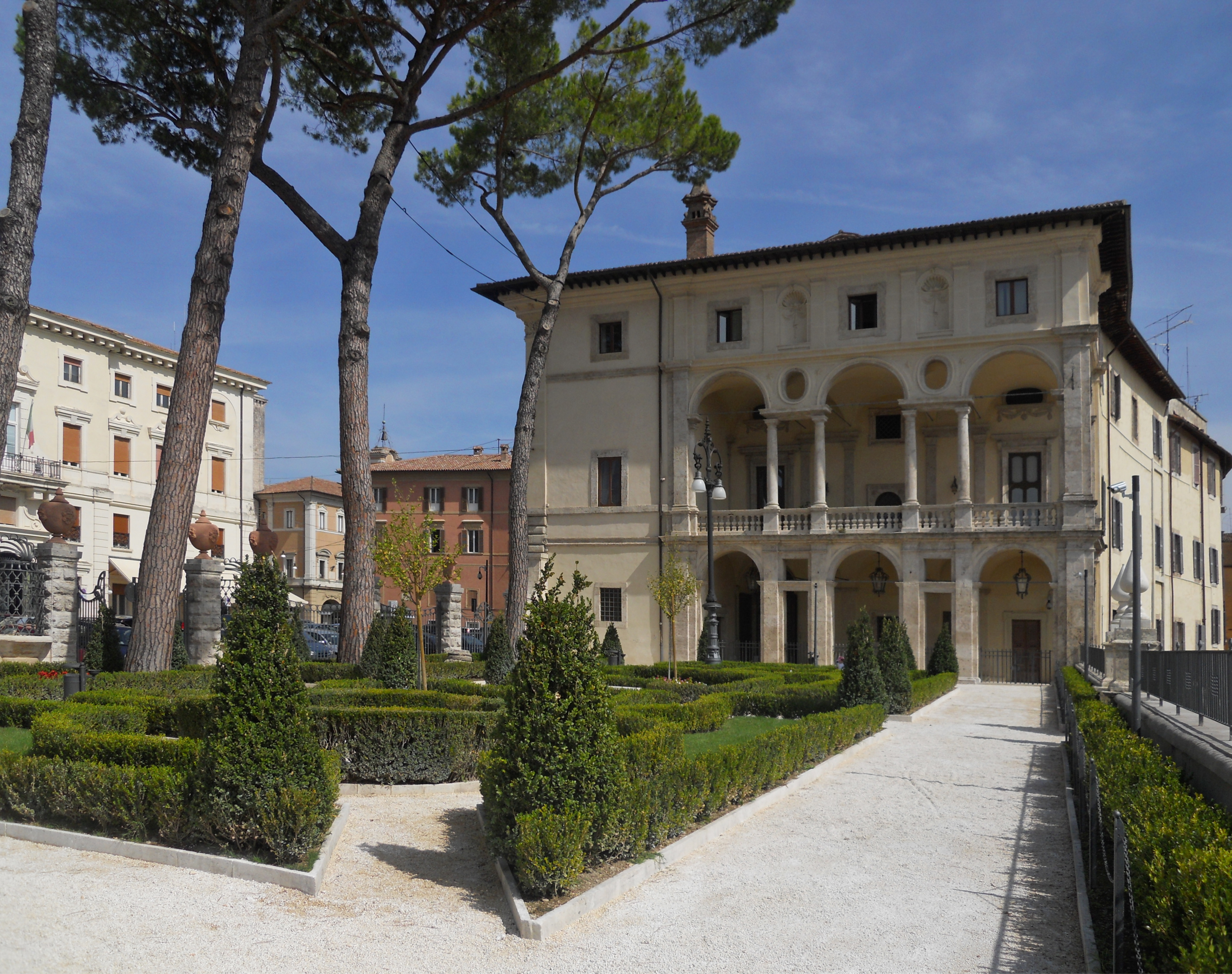
Giardini e loggia di Palazzo Vincentini

Il lato del palazzo rivolto verso la Cattedrale è munito di una splendida loggia formata da due ordini di serliane: tre archi sono posti a livello del piano terra, separati da due coppie di pilastri, e tre a livello del primo, separati da due coppie di colonne alle quali sono sovrapposti due ovali; all'altezza dell'ultimo piano sono presenti due nicchie. La loggia vignolesca affaccia su un giardino all'italiana, oggi pubblico e liberamente accessibile da Piazza Cesare Battisti, lato in cui è delimitato da una recinzione in ferro e pilastri di pietra. Oltre alla vista della loggia e della vicina Cattedrale, sul lato opposto a quello della piazza il giardino offre uno splendido panorama sui tetti del centro storico, che domina grazie alla sua posizione rialzata, e sui Monti Sabini che delimitano la Piana Reatina a sud della città.

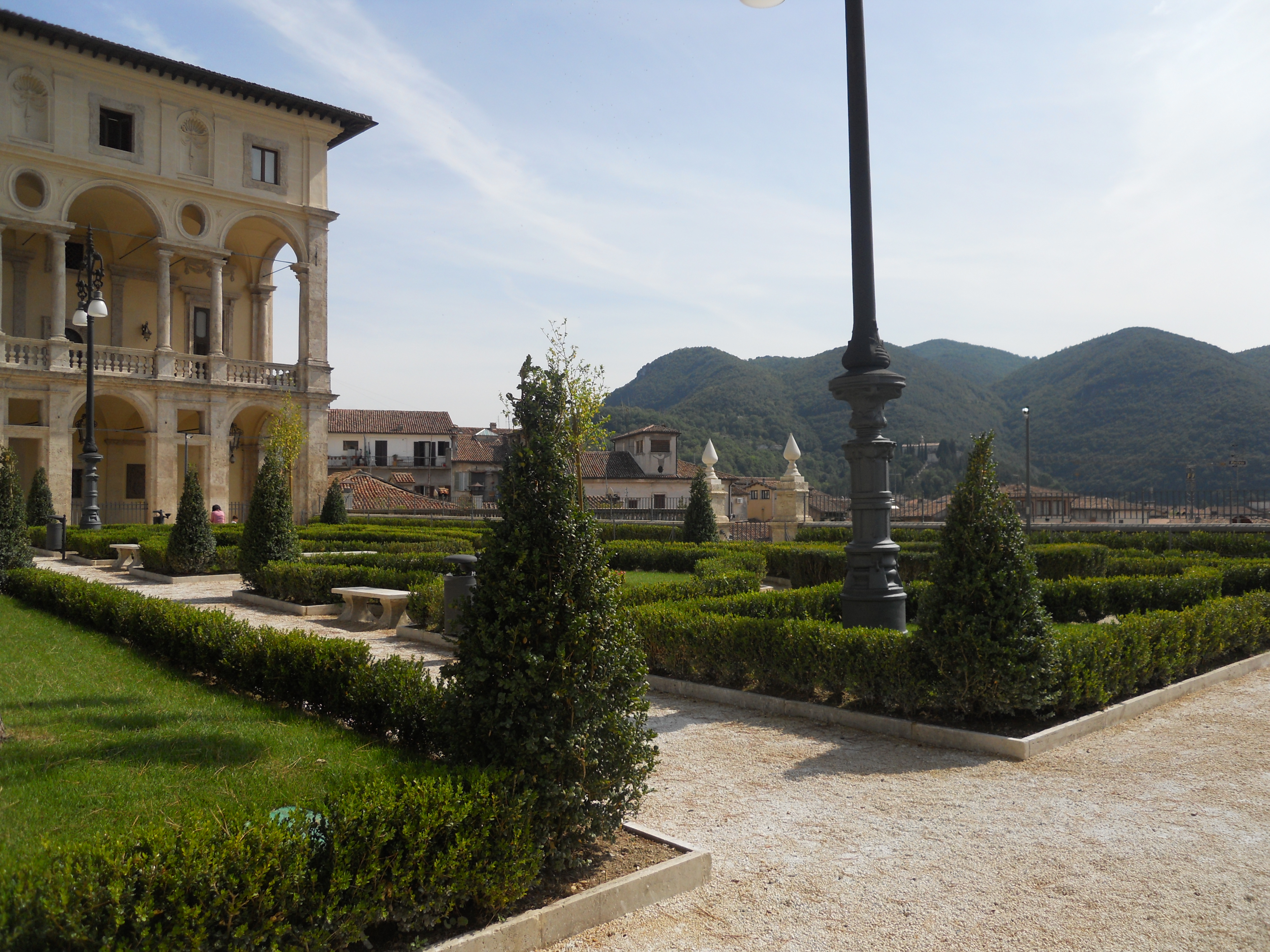
Il lato con la visuale sul centro storico

Nel 2009 i giardini sono stati oggetto di alcuni interventi di sicurezza, volti ad aumentare la stabilità dei grandi pini domestici in esso presenti. Nel corso del 2011 la provincia di Rieti ha effettuato dei lavori di ristrutturazione pari a 130.000 euro, con la sostituzione di tutta la vegetazione, il restauro delle strutture (pavimentazione, panchine, cancellata, uccelliera) e l'installazione di impianti di irrigazione e sorveglianza; tuttavia, a causa di difficoltà finanziarie dell'ente, la manutenzione del giardino è stata trascurata, e nel giro di pochi anni le piante si sono seccate e le panchine hanno subito vandalismi. Solo nel 2018, in seguito a interventi di ripristino finanziati dalla Fondazione Varrone, i giardini sono tornati alla condizione precedente.

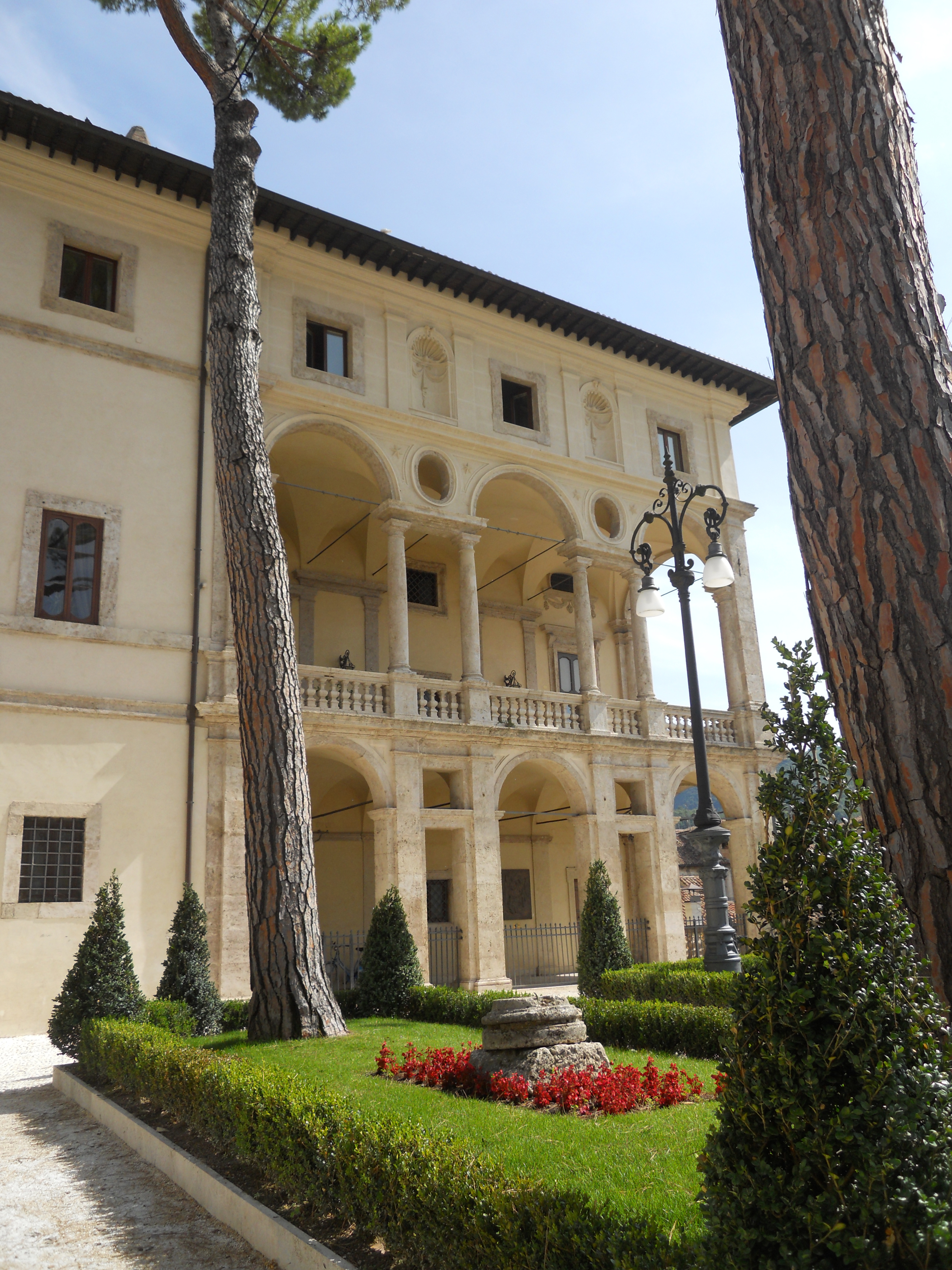
La loggia
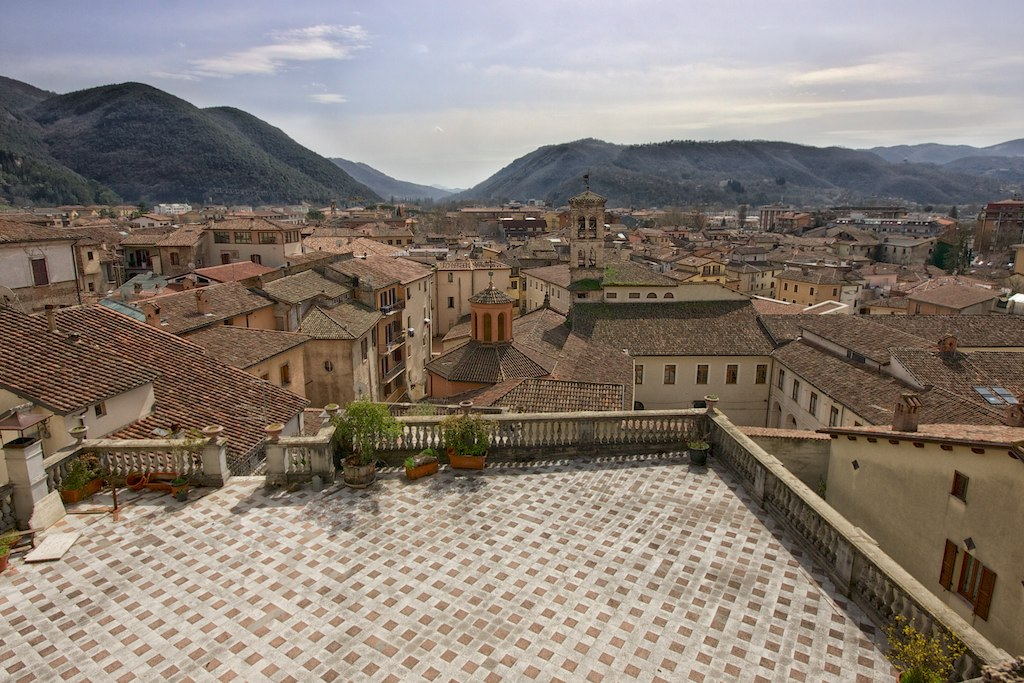
Vista sulla città dalle finestre sul lato sud
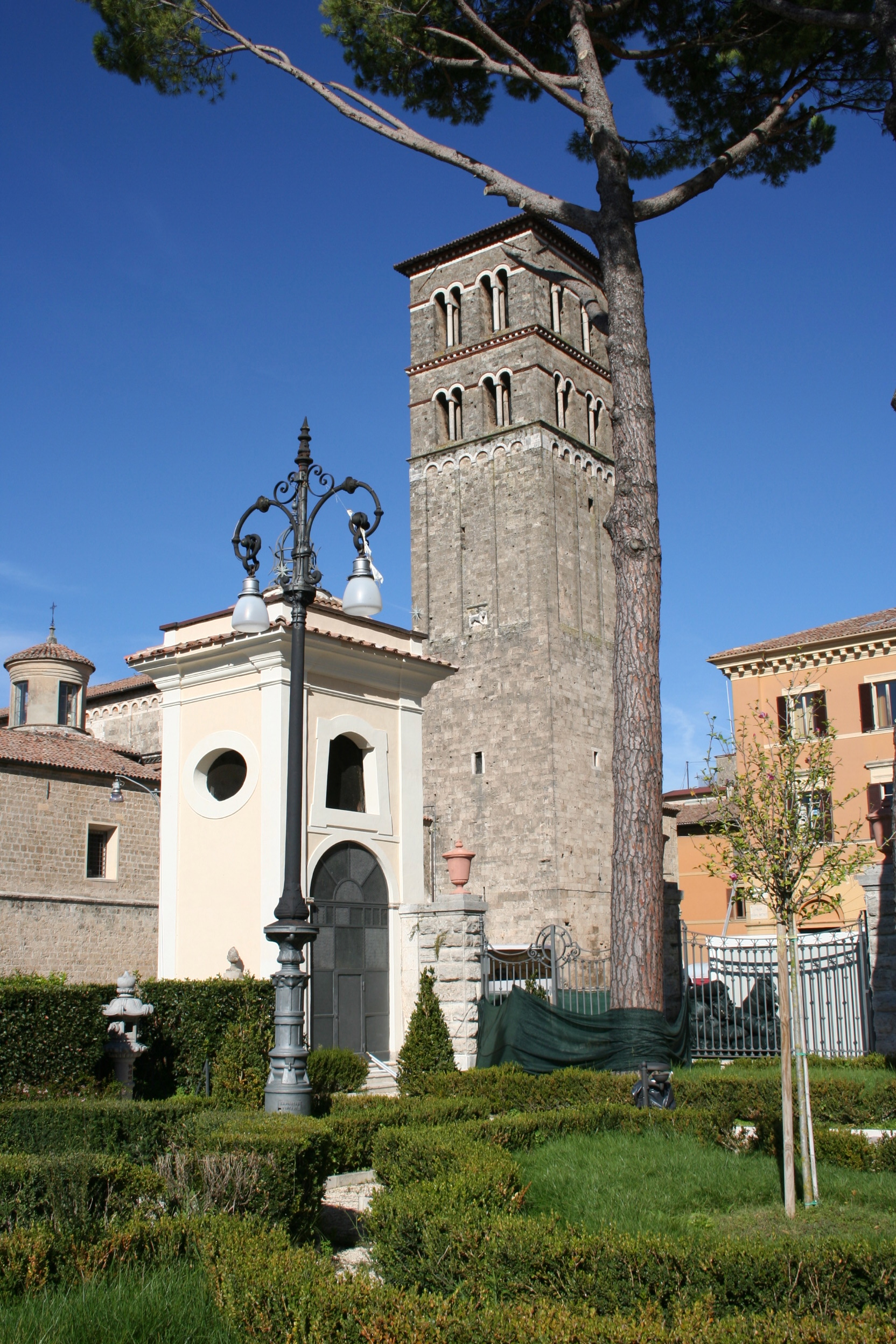
Il campanile della Cattedrale visto dal giardino
Visione complessiva dall'alto di palazzo e giardini